# Исламшехр
Исламшехр (перс. اسلامشهر) је град Ирану у покрајини Техеран. Према попису из 2006. у граду је живело 357.389 становника.

## Становништво
Према попису, у граду је 2006. живело 357.389 становника.
| 1986.   | 1991.   | 1996.   | 2006.   |
| ------- | ------- | ------- | ------- |
| 215.129 | 230.183 | 265.450 | 357.389 |